# Carl Froch
Carl Froch (Nottingham, 2 de julio de 1977) es un deportista británico que compitió por Inglaterra en boxeo. Ganó una medalla de bronce en el Campeonato Mundial de Boxeo Aficionado de 2001, en el peso medio.
En marzo de 2002 disputó su primera pelea como profesional. En diciembre de 2008 conquistó el título internacional del CMB, en la categoría de peso supermedio, y en mayo de 2012 consiguió el título internacional de la IBF, en el peso supermedio.
En su carrera profesional tuvo en total 35 combates, con un registro de 33 victorias y 2 derrotas.

## Palmarés internacional
| Representando a Inglaterra |                       |                   |           |
| Campeonato Mundial         |                       |                   |           |
| Año                        | Lugar                 | Medalla           | Categoría |
| 2001                       | Belfast (Reino Unido) | Medalla de bronce | 75 kg     |

## Récord profesional
| 33 Ganadas (24 KOs), 2 Derrotas |        |                   |      |             |            |                                                   |                                                                                       |
| Res.                            | Récord | Oponente          | Tipo | Rd., Tiempo | Datos      | Localidad                                         | Notas                                                                                 |
| G                               | 33–2   | George Groves     | KO   | 8           | 2014-05-31 | Estadio de Wembley, Londres                       | Retiene los títulos de la IBF y de la WBA en el peso supermediano                     |
| G                               | 32–2   | George Groves     | TKO  | 9           | 2013-11-23 | Phones 4u Arena, Mánchester                       | Retiene los títulos de la IBF y de la WBA en el peso supermediano                     |
| G                               | 31–2   | Mikkel Kessler    | UD   | 12          | 2013-05-25 | O2 Arena (Millenium Dome), Greenwich, Londres     | Retiene el título de la IBF y gana el de la WBA en el peso supermediano               |
| G                               | 30–2   | Yusaf Mack        | KO   | 3           | 2012-11-17 | Capital FM Arena, Nottingham                      | Retiene el título de la IBF de peso supermediano.                                     |
| G                               | 29–2   | Lucian Bute       | TKO  | 5           | 2012-05-27 | Capital FM Arena, Nottingham                      | Ganó el título de la IBF de peso supermediano.                                        |
| D                               | 28–2   | Andre Ward        | UD   | 12          | 2011-12-17 | Boardwalk Hall, Atlantic City, New Jersey         | Perdió el título de la WBC peso supermediano.                                         |
| G                               | 28–1   | Glen Johnson      | MD   | 12          | 2011-06-04 | Boardwalk Hall, Atlantic City, New Jersey         | Retuvo el título de la WBC peso supermediano.                                         |
| G                               | 27–1   | Arthur Abraham    | UD   | 12          | 2010-11-27 | Hartwall Arena, Helsinki, Finland                 | Ganó el título de la WBC peso supermediano.                                           |
| D                               | 26–1   | Mikkel Kessler    | UD   | 12          | 2010-04-24 | MCH Arena, Herning, Denmark                       | Perdió el título de la WBC peso supermediano.                                         |
| G                               | 26–0   | Andre Dirrell     | SD   | 12          | 2009-10-18 | Trent FM Arena, Nottingham                        | Retuvo el título de la WBC peso supermediano.                                         |
| G                               | 25–0   | Jermain Taylor    | TKO  | 12          | 2009-04-25 | Foxwoods Resort Casino, Mashantucket, Connecticut | Retuvo el título de la WBC peso supermediano.                                         |
| G                               | 24–0   | Jean Pascal       | UD   | 12          | 2008-12-06 | Trent FM Arena, Nottingham                        | Ganó el título de la WBC peso supermediano.                                           |
| G                               | 23–0   | Albert Rybacki    | TKO  | 4           | 2008-05-10 | Trent FM Arena, Nottingham                        |                                                                                       |
| G                               | 22–0   | Robin Reid        | TKO  | 5           | 2007-11-09 | Trent FM Arena, Nottingham                        | Retuvo el título de Inglaterra peso supermediano.                                     |
| G                               | 21–0   | Sergey Tatevosyan | TKO  | 2           | 2007-03-23 | Trent FM Arena, Nottingham                        |                                                                                       |
| G                               | 20–0   | Tony Dodson       | KO   | 3           | 2006-11-24 | Trent FM Arena, Nottingham                        | Retuvo los títulos de la Mancomunidad y de Inglaterra peso supermediano.              |
| G                               | 19–0   | Brian Magee       | KO   | 11          | 2006-05-26 | York Hall, Bethnal Green, Londres                 | Retuvo los títulos de la Mancomunidad y de Inglaterra peso supermediano.              |
| G                               | 18–0   | Dale Westerman    | TKO  | 9           | 2006-02-17 | York Hall, Bethnal Green, Londres                 | Retuvo el título de la Mancomunidad peso supermediano.                                |
| G                               | 17–0   | Ruben Groenewald  | TKO  | 5           | 2005-02-12 | Trent FM Arena, Nottingham                        | Retuvo el título de la Mancomunidad peso supermediano.                                |
| G                               | 16–0   | Matthew Barney    | UD   | 12          | 2005-07-09 | Trent FM Arena, Nottingham                        | Retuvo los títulos de la Mancomunidad y de Inglaterra peso supermediano.              |
| G                               | 15–0   | Henry Porras      | TKO  | 8           | 2005-04-21 | Avalon, Hollywood, California                     |                                                                                       |
| G                               | 14–0   | Damon Hague       | TKO  | 1           | 2004-09-24 | Trent FM Arena, Nottingham                        | Retuvo el título de la Mancomunidad y ganó el título de Inglaterra peso supermediano. |
| G                               | 13–0   | Mark Woolnaugh    | TKO  | 9           | 2004-06-02 | Trent FM Arena, Nottingham                        | Retuvo el título de la Mancomunidad peso supermediano.                                |
| G                               | 12–0   | Charles Adamu     | UD   | 12          | 2004-03-12 | Trent FM Arena, Nottingham                        | Ganó el título de la Mancomunidad peso supermediano.                                  |
| G                               | 11–0   | Dmitry Adamovich  | TKO  | 2           | 2004-01-30 | Dagenham, Londres                                 |                                                                                       |
| G                               | 10–0   | Alan Page         | TKO  | 7           | 2003-11-28 | Derby, Derbyshire,                                | Ganó el título de Inglaterra peso supermediano.                                       |
| G                               | 9–0    | Vage Korcharyan   | UD   | 8           | 2003-10-04 | Alexandra Palace, Londres                         |                                                                                       |
| G                               | 8–0    | Michael Monaghan  | TKO  | 3           | 2003-04-16 | Trent FM Arena, Nottingham                        |                                                                                       |
| G                               | 7–0    | Varuzhan Davtyan  | TKO  | 5           | 2003-03-05 | York Hall, Bethnal Green, Londres                 |                                                                                       |
| G                               | 6–0    | Valery Odin       | TKO  | 6           | 2003-01-28 | Trent FM Arena, Nottingham                        |                                                                                       |
| G                               | 5–0    | Mike Duffield     | TKO  | 1           | 2002-12-21 | Dagenham, Londres                                 |                                                                                       |
| G                               | 4–0    | Paul Bonson       | UD   | 6           | 2002-10-25 | York Hall, Bethnal Green, Londres                 |                                                                                       |
| G                               | 3–0    | Darren Covell     | TKO  | 1           | 2002-08-23 | York Hall, Bethnal Green, Londres                 |                                                                                       |
| G                               | 2–0    | Ojay Abrahams     | KO   | 1           | 2002-05-10 | York Hall, Bethnal Green, Londres                 |                                                                                       |
| G                               | 1–0    | Michael Pinnock   | TKO  | 4           | 2002-03-16 | York Hall, Bethnal Green, Londres                 | Debut profesional.                                                                    |